# Чон Унчхан
Чон Унчхан (кор. 정운찬?, 鄭雲燦?; 21 марта 1947 года в городе Конджу корейской провинции Чхунчхон-Намдо) — южнокорейский экономист, премьер-министр Республики Корея, профессор Сеульского национального университета, ранее с июля 2002 года по июль 2006 года был президентом этого университета.
Получил степень бакалавра экономики в Сеульском национальном университете в 1970 году, степень магистра экономики в Университете Майами (Огайо) в 1972 году. В 1978 году получил степень доктора философии по экономике в Принстонском университете.
В премьер-министры кандидатуру Чон Унчхана выдвинул 3 сентября 2009 года президент страны Ли Мён Бак, 28 сентября Чон Унчхан занял премьерский пост, сменив на нём предыдущего главу правительства Хан Сынсу.